# Минаев, Владимир Николаевич
Влади́мир Никола́евич Мина́ев (1912—1993) — советский и российский художник-живописец и график. Член-корреспондент АХ СССР (1975). Член СХ СССР (1943). Заслуженный художник РСФСР (1974). Народный художник РСФСР (1982).

## Биография
Родился 8 февраля 1912 года в Москве.
С 1926 года учился в Московской художественной студии под руководством Н. П. Крымова. С 1929 по 1932 годы обучался в Московской художественной студии имени И. Е. Репина.
С 1932 по 1934 годы — помощник художника в Государственном театре имени В. Э. Мейерхольда. С 1934 по 1940 годы обучался в Московском художественном институте имени В. И. Сурикова, его учителями были такие педагоги как К. Н. Истомин, П. Я. Павлинов и И. И. Чекмазов. С 1940 года В. Н. Минаев обучался в аспирантуре под общим руководством Н. Э. Радлова и работал в качестве художника в издательствах «Прогресс», «Художественная литература» и «Детгиз».
С 1941 года в период Великой Отечественной войны начал работать в агитбригаде МВО.
С 1942 года призван в ряды РККА и направлен в действующую армию — работал корреспондентом и художником в фронтовых газетах «За свободную Беларусь» и «Вперед на врага». В 1945 году в звании капитан, В. Н. Минаев был демобилизован из рядов РККА. За период войны в 1943 и в 1945 году В. Н. Минаев был награждён Медалью «За боевые заслуги» и Орденом Красной Звезды.
С 1945 года работал художником в Студии военных художников имени М. Б. Грекова. Участник всесоюзных и международных выставок: в 1971 году В. Н. Минаев был удостоен золотой медали Международной выставки искусства книги, проходившей в городе Лейпциге, в 1970 и в 1973 году на Всесоюзных конкурсах на лучшее издание года получил дипломы конкурсов. В составе групп художников для написания художественных работ ездил в Италию и Швейцарию.
Основные художественные работы В. Н. Минаева, это картины и серии: 1939 год — «Пионеры на Волге», 1942—1945 годы — «По дорогам войны. Фронтовые рисунки», 1969 год — «Швейцария. По ленинским местам», 1972 год — «Италия» и «Глазами советского туриста», 1973 год — «Последняя сказка Яна Корчака», 1984 год — «Мастера культуры», 1986 год — «День Победы. Потомки», 1987 год — «Борис Годунов» и «Памяти пропавших без вести», литографии: 1951 год — «Сказки» братьев Гримм, 1958 год — иллюстрации к рассказу А. П. Чехова «Дом с мезонином», 1966 год — «Русские народные сказки», 1969 год — «Десять дней, которые потрясли мир» Д. Рида, 1969 год — «Кроткая», 1973 год — «Братья Карамазовы» Ф. М. Достоевский.
Основные работы В. Н. Минаева находятся в таких музеях и галереях как: Государственная Третьяковская галерея, Государственный Русский музей и Государственный музей изобразительных искусств имени А. С. Пушкина, а также в США, в Национальном музее воздухоплавания и астронавтики.
С 1943 года В. Н. Минаев является членом Союза художников СССР и с 1972 года членом Правления Московского Союза художников.
В 1967 году «за серию иллюстраций к роману „Как закалялась сталь“ Н. А. Островского» В. Н. Минаев был удостоен Серебряной медали Академии художеств СССР.
В 1974 году Указом Президиума Верховного Совета РСФСР В. Н. Минаеву было присвоено почётное звание Заслуженный художник РСФСР, в 1982 году — Народный художник РСФСР.
В 1975 году В. Н. Минаев был избран член-корреспондентом Академии художеств СССР.
Умер 17 февраля 1993 года в Москве.

## Награды
- Орден Отечественной войны I степени (6.10.1985[8])
- Орден Красной Звезды (04.04.1945[5])
- Медаль «За боевые заслуги» (06.01.1943[4])

### Звания
- Народный художник РСФСР (1982 — «за большие заслуги в области искусства»)
- Заслуженный художник РСФСР (1974)

### Другие награды
- Серебряная медаль Академии художеств СССР (1967)
- Золотая медаль Международной выставки искусства книги в городе Лейпциге (1971)